# Sân bay Dano
Sân bay Dano (ICAO: DFOA) là một sân bay ở Dano, Burkina Faso.